# James Freney
James Freney (* 1719 in Inistioge, County Kilkenny; † 1788 in New Ross) war ein in der ersten Hälfte des 18. Jahrhunderts in Irland wirkender irischer Straßenräuber (Highwayman), der Eingang in die irischen Volkslegenden fand.

## Leben
Freney kam aus einer angesehenen katholischen Familie, die wie viele andere ihr Land (um Ballyreddy Castle) im 17. Jahrhundert an die britischen Eroberer verlor. Sein Vater war Diener im Haus eines Joseph Robbins in Ballyduff bei Thomastown und heiratete 1718 das Hausmädchen Alice Phelan. Freney wurde im Haus der Robbins und der lokalen Schule erzogen und gründete 1742 mit seiner Frau Anne einen Pub in Waterford. Der ging bankrott, da er die hohen Abgaben der Stadt, die von Katholiken verlangt wurden, nicht zahlen konnte, und er zog wieder nach Thomastown, wo er sich einer Straßenräuberbande um John Reddy anschloss (Kellymount Highway Gang). Meist machten sie die Gegend nördlich des Nore River (an dem Thomastown lag) im County Kilkenny unsicher. Dabei ließ er durchaus mit sich handeln, konnte das Opfer überzeugende Argumente vorbringen. Er wurde 1748 zum Gesetzlosen (Outlaw) erklärt und musste sich 1749 stellen. Dank noch vorhandener lokaler Beziehungen (unter anderem der Robbins Familie) konnte er mit dem Gericht einen Handel eingehen und durfte auswandern. Der Rest der Bande wurde gehängt. Er kehrte später nach Irland zurück und arbeitete ab 1776 beim Zoll im Hafen New Ross.
Freney ist vor allem durch seine Autobiographie bekannt, die 1754 in Dublin erschien (The Life and Adventures of James Freney, commonly called Captain Freney) und seinerzeit ein großer Erfolg war. William Makepeace Thackeray verewigte ihn als Straßenräuber in seinem Roman Barry Lyndon (und Freney raubt auch den Protagonisten Barry Lyndon im gleichnamigen Film von Stanley Kubrick aus). Er war ein Volksheld und wurde als irischer Robin Hood bekannt. Ortsmarken wurden nach ihm benannt und eine Ballade (Bold Captain Freney) über ihn gedichtet. Percy French (1854–1920) inspirierte er zur musikalischen Komödie The Knight of the Road (1891, später The Irish Girl genannt).

## Belletristik
- Donncha McSharry Highwayman, E2 Press 2010[1]